# La Petite Fille Bois-Caïman
La Petite Fille Bois-Caïman est l'ensemble composé des sixième et septième tomes des Passagers du vent, une bande dessinée créée par François Bourgeon.
La première partie a été publiée en 2009 et la seconde partie en 2010.

## Intrigue et analyse
La particularité de cette suite est qu'elle ne reprend pas l'histoire là où elle s'était arrêtée au terme du cinquième album, Le Bois d'ébène, avec la question du destin d'Isa, livrée à elle-même à Saint-Domingue : « Avec le cinquième tome de la série, je n’avais pu totalement terminer le cycle de Saint-Domingue à cause de contraintes éditoriales. J’aurais aimé ajouter une vingtaine de planches, mais je n’avais pas suffisamment de matière pour en tirer un épisode entier. J’ai donc choisi de dérouler le fil de La Petite Fille Bois-Caïman sur deux époques, grâce à l’artifice du flash-back ». Au lieu de cela, la narration débute en 1863, au milieu de la guerre de Sécession, et suit Zabo (Isabeau Murrait), une jeune femme du Sud fuyant la Nouvelle-Orléans et le conflit qui déchire les États-Unis pour rejoindre de la famille dans le bayou.
Zabo, jeune femme de 18 ans — l'âge d'Isa dans le cycle précédent — rencontre sa bisaïeule Isa (Isabeau De Marnaye, Agnès de Roselande), qui a maintenant 98 ans, dont elle est l'arrière petite-fille, toutes deux se prénommant en fait « Isabeau » : « J’avais envie de traiter de la guerre de Sécession. Je suis allé en Louisiane en 1992, et cette région fantomatique, pleine de grands cyprès chauves et de lichens qui pendouillent, m’a beaucoup plu. J’éprouve une fascination pour la mer, mais aussi pour les eaux mortes ou dormantes, les bayous ». 
Dans un flash-back, Isa lui conte la période de la Révolution, et des révoltes d’esclaves menées notamment par Dutty Boukman, qui l'amène à quitter, enceinte, Saint-Domingue pour la Louisiane. Isa donne naissance à un enfant né d'une relation avec un esclave, situation atypique comme le note l'auteur: « Quand j’ai voulu chercher dans le Code noir quel était le statut d’un enfant métis né d’une esclave et d’un planteur, j’ai trouvé tout ce que je cherchais. Mais aucun statut n’était prévu pour un enfant né d’un esclave noir et d’une femme blanche. La fille d’Isa n’a aucun statut parce qu’il semblait inenvisageable qu’elle existe. Elle n’avait simplement pas le droit d’exister. L’histoire de l’esclavage laisse des cicatrices qui ne s’effaceront pas sans des efforts communs. »

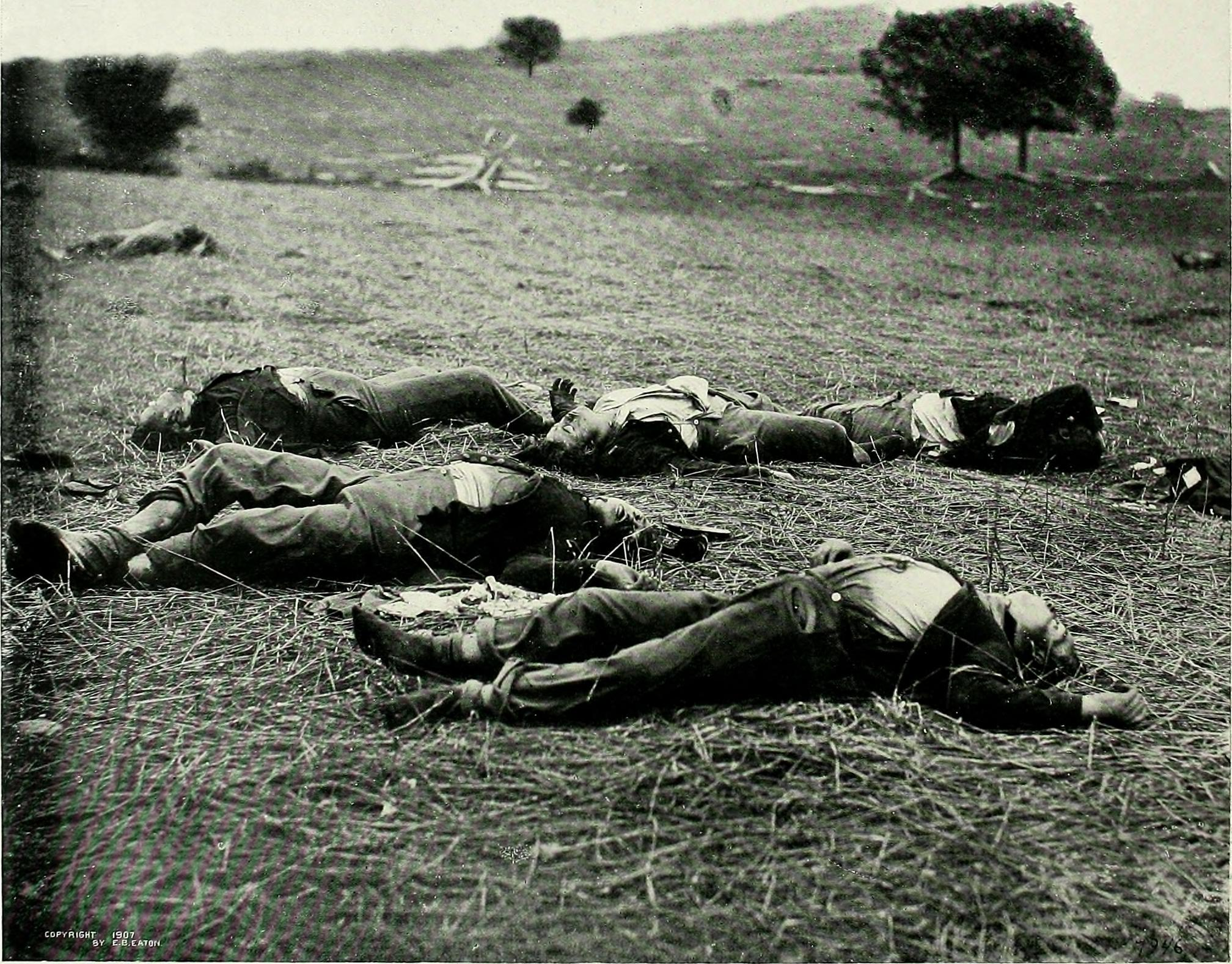
Photographie de la guerre civile ayant servi de modèle. Planche 81 (Livre 2, page 9).

Comme à l'accoutumée, l'auteur s'est abondamment documenté : « Je me suis familiarisé avec plusieurs parlers : le créole haïtien, le créole louisianais et le cajun », entre autres : « La Louisiane, pays francophone malgré un demi-siècle passé sous administration espagnole, se prêtait bien à ce modelage langagier. J’aime la musicalité savoureuse et rurale de la langue cajun ». 
Alors qu'il n'a pas encore publié les deux derniers tomes du Cycle de Cyann, le deuxième cycle des Passagers du vent est publié après une interruption de 25 ans : « Avec le cinquième tome de la série, je n’avais pu totalement terminer le cycle de Saint-Domingue à cause de contraintes éditoriales. J’aurais aimé ajouter une vingtaine de planches, mais je n’avais pas suffisamment de matière pour en tirer un épisode entier. J’ai donc choisi de dérouler le fil de La Petite Fille Bois-Caïman sur deux époques, grâce à l’artifice du flash-back ». L'auteur déclare alors en 2009 à propos de La Petite Fille Bois-Caïman: « Cela mettra un point final aux Passagers. Car je ne vais pas faire vivre Isa pendant 150 ans ! Et je n’ai pas d’envies particulières concernant Zabo », mais Zabo reviendra pour un troisième et dernier cycle dans le diptyque Le Sang des cerises.